# Toulouse Business School
Toulouse Business School és una escola de negocis europea amb seus a París, Londres, Casablanca, Barcelona i Tolosa. Fundada l'any 1903, TBS se situa entre les escoles de negocis més ben valorades del món: el 2016 va ocupar la 47a posició a la llista de les 100 millors escoles de negocis europees publicada pel Financial Times. TBS imparteix també un programa de doctorat i diferents programes de màster d'administració especialitzats en màrqueting, finances, emprenedoria i d'altres disciplines. Els programes de l'escola compten amb una triple acreditació, a càrrec dels organismes AMBA, EQUIS i AACSB. Per l'escola hi han passat més de 38.000 estudiants (2022).
L'escola és especialment coneguda pels seus graus en aeronàutica amb l'École nationale de l'aviation civile.

## Ex alumne famós
- Renan Luce, cantautor francès.[6]